# Polyxo (Gattin des Tlepolemos)
Polyxo (altgriechisch Πολυξώ Polyxṓ) ist in der griechischen Mythologie eine aus Argos stammende Verwandte der schönen Helena und zuerst deren Freundin.
Nachdem aber Polyxos Gatte, der Heraklessohn Tlepolemos, im Trojanischen Krieg gefallen war, ließ sie später die zu ihr nach Rhodos geflohene Helena von Dienerinnen, die als Erinyen verkleidet waren, an einem Baum aufhängen, da sie ihr die Schuld am Krieg gab. Dies wurde als Begründung für den Kult der Helena Dendritis auf Rhodos gegeben.
Bei Polyainos wird Helena von Menelaos gerettet, der statt ihrer eine als Helena verkleidete Sklavin ausliefert.